# Hallo (Antoon)
Hallo is een lied van de Nederlandse zanger Antoon. Het werd in 2022 als single uitgebracht en stond op de gelijknamige ep samen met de nummers De wereld aan, Tantoe lekker en Hotelschool. In 2023 stond het als vierde track op het album Engel.

## Achtergrond
Hallo is geschreven door Valentijn Verkerk, Twan van Steenhoven, Kevin Bosch en Kevin Patrick en geproduceerd door Antoon en Big2. Het is een nederpoplied waarin de zanger vertelt over hoe hij bij het eerste woord dat hij van een meisje hoort, wat "hallo" was, gelijk op haar verliefd was. Kortgezegd gaat het over liefde op het eerste gezicht. Het lied was de opvolger van het nummer Vluchtstrook, dat een samenwerking met Kris Kross Amsterdam en Sigourney K. was. De artiest vond dat hij dit moest opvolgen met een solo-track. Het is niet de eerste solohit van de artiest, die eerder succes had met Hyperventilatie. Het lied werd in februari 2022 als voorganger van de rest van de nummers op de ep uitgebracht, waar de ep in maart 2022 op de markt kwam. De single heeft in Nederland de platina status.
Tijdens The Passion 2023 in Harlingen werd dit nummer gebruikt als openingsnummer.

## Hitnoteringen
De zanger had enorm succes met het lied in de Nederlandse hitlijsten. In zowel de Top 40 als de Single Top 100 piekte het bovenaan de lijst. Het stond vier weken op de eerste plaats in de Top 40 en even lang in de Single Top 100. In totaal stond het veertien weken in de Top 40 en 47 weken in de Single Top 100.

### Nederlandse Top 40
| Hitnotering: 05-03-2022 t/m 04-06-2022 | Hitnotering: 05-03-2022 t/m 04-06-2022 | Hitnotering: 05-03-2022 t/m 04-06-2022 | Hitnotering: 05-03-2022 t/m 04-06-2022 | Hitnotering: 05-03-2022 t/m 04-06-2022 | Hitnotering: 05-03-2022 t/m 04-06-2022 | Hitnotering: 05-03-2022 t/m 04-06-2022 | Hitnotering: 05-03-2022 t/m 04-06-2022 | Hitnotering: 05-03-2022 t/m 04-06-2022 | Hitnotering: 05-03-2022 t/m 04-06-2022 | Hitnotering: 05-03-2022 t/m 04-06-2022 | Hitnotering: 05-03-2022 t/m 04-06-2022 | Hitnotering: 05-03-2022 t/m 04-06-2022 | Hitnotering: 05-03-2022 t/m 04-06-2022 | Hitnotering: 05-03-2022 t/m 04-06-2022 | Hitnotering: 05-03-2022 t/m 04-06-2022 |
| Week:                                  | 1                                      | 2                                      | 3                                      | 4                                      | 5                                      | 6                                      | 7                                      | 8                                      | 9                                      | 10                                     | 11                                     | 12                                     | 13                                     | 14                                     |                                        |
| -------------------------------------- | -------------------------------------- | -------------------------------------- | -------------------------------------- | -------------------------------------- | -------------------------------------- | -------------------------------------- | -------------------------------------- | -------------------------------------- | -------------------------------------- | -------------------------------------- | -------------------------------------- | -------------------------------------- | -------------------------------------- | -------------------------------------- | -------------------------------------- |
| Positie:                               | 9                                      | 2                                      | 1                                      | 1                                      | 1                                      | 1                                      | 2                                      | 2                                      | 2                                      | 4                                      | 8                                      | 17                                     | 28                                     | 36                                     | uit                                    |

### NederlandseSingle Top 100
| Hitnotering: 05-03-2022 t/m 10-12-2022 24-12-2022 07-01-2023 t/m 14-01-2023 | Hitnotering: 05-03-2022 t/m 10-12-2022 24-12-2022 07-01-2023 t/m 14-01-2023 | Hitnotering: 05-03-2022 t/m 10-12-2022 24-12-2022 07-01-2023 t/m 14-01-2023 | Hitnotering: 05-03-2022 t/m 10-12-2022 24-12-2022 07-01-2023 t/m 14-01-2023 | Hitnotering: 05-03-2022 t/m 10-12-2022 24-12-2022 07-01-2023 t/m 14-01-2023 | Hitnotering: 05-03-2022 t/m 10-12-2022 24-12-2022 07-01-2023 t/m 14-01-2023 | Hitnotering: 05-03-2022 t/m 10-12-2022 24-12-2022 07-01-2023 t/m 14-01-2023 | Hitnotering: 05-03-2022 t/m 10-12-2022 24-12-2022 07-01-2023 t/m 14-01-2023 | Hitnotering: 05-03-2022 t/m 10-12-2022 24-12-2022 07-01-2023 t/m 14-01-2023 | Hitnotering: 05-03-2022 t/m 10-12-2022 24-12-2022 07-01-2023 t/m 14-01-2023 | Hitnotering: 05-03-2022 t/m 10-12-2022 24-12-2022 07-01-2023 t/m 14-01-2023 | Hitnotering: 05-03-2022 t/m 10-12-2022 24-12-2022 07-01-2023 t/m 14-01-2023 | Hitnotering: 05-03-2022 t/m 10-12-2022 24-12-2022 07-01-2023 t/m 14-01-2023 | Hitnotering: 05-03-2022 t/m 10-12-2022 24-12-2022 07-01-2023 t/m 14-01-2023 | Hitnotering: 05-03-2022 t/m 10-12-2022 24-12-2022 07-01-2023 t/m 14-01-2023 | Hitnotering: 05-03-2022 t/m 10-12-2022 24-12-2022 07-01-2023 t/m 14-01-2023 | Hitnotering: 05-03-2022 t/m 10-12-2022 24-12-2022 07-01-2023 t/m 14-01-2023 | Hitnotering: 05-03-2022 t/m 10-12-2022 24-12-2022 07-01-2023 t/m 14-01-2023 | Hitnotering: 05-03-2022 t/m 10-12-2022 24-12-2022 07-01-2023 t/m 14-01-2023 | Hitnotering: 05-03-2022 t/m 10-12-2022 24-12-2022 07-01-2023 t/m 14-01-2023 | Hitnotering: 05-03-2022 t/m 10-12-2022 24-12-2022 07-01-2023 t/m 14-01-2023 |
| Week:                                                                       | 1                                                                           | 2                                                                           | 3                                                                           | 4                                                                           | 5                                                                           | 6                                                                           | 7                                                                           | 8                                                                           | 9                                                                           | 10                                                                          | 11                                                                          | 12                                                                          | 13                                                                          | 14                                                                          | 15                                                                          | 16                                                                          | 17                                                                          | 18                                                                          | 19                                                                          | 20                                                                          |
| --------------------------------------------------------------------------- | --------------------------------------------------------------------------- | --------------------------------------------------------------------------- | --------------------------------------------------------------------------- | --------------------------------------------------------------------------- | --------------------------------------------------------------------------- | --------------------------------------------------------------------------- | --------------------------------------------------------------------------- | --------------------------------------------------------------------------- | --------------------------------------------------------------------------- | --------------------------------------------------------------------------- | --------------------------------------------------------------------------- | --------------------------------------------------------------------------- | --------------------------------------------------------------------------- | --------------------------------------------------------------------------- | --------------------------------------------------------------------------- | --------------------------------------------------------------------------- | --------------------------------------------------------------------------- | --------------------------------------------------------------------------- | --------------------------------------------------------------------------- | --------------------------------------------------------------------------- |
| Positie:                                                                    | 5                                                                           | 1                                                                           | 1                                                                           | 1                                                                           | 1                                                                           | 2                                                                           | 3                                                                           | 4                                                                           | 4                                                                           | 4                                                                           | 5                                                                           | 8                                                                           | 10                                                                          | 13                                                                          | 15                                                                          | 19                                                                          | 28                                                                          | 29                                                                          | 32                                                                          | 38                                                                          |
| Week:                                                                       | 21                                                                          | 22                                                                          | 23                                                                          | 24                                                                          | 25                                                                          | 26                                                                          | 27                                                                          | 28                                                                          | 29                                                                          | 30                                                                          | 31                                                                          | 32                                                                          | 33                                                                          | 34                                                                          | 35                                                                          | 36                                                                          | 37                                                                          | 38                                                                          | 39                                                                          | 40                                                                          |
| Positie:                                                                    | 41                                                                          | 49                                                                          | 57                                                                          | 61                                                                          | 56                                                                          | 66                                                                          | 76                                                                          | 80                                                                          | 81                                                                          | 92                                                                          | 92                                                                          | 81                                                                          | 69                                                                          | 66                                                                          | 67                                                                          | 67                                                                          | 74                                                                          | 90                                                                          | 78                                                                          | 79                                                                          |
| Week:                                                                       | 41                                                                          |                                                                             | 42                                                                          |                                                                             | 43                                                                          | 44                                                                          |                                                                             |                                                                             |                                                                             |                                                                             |                                                                             |                                                                             |                                                                             |                                                                             |                                                                             |                                                                             |                                                                             |                                                                             |                                                                             |                                                                             |
| Positie:                                                                    | 89                                                                          | uit                                                                         | 92                                                                          | uit                                                                         | 56                                                                          | 64                                                                          | uit                                                                         |                                                                             |                                                                             |                                                                             |                                                                             |                                                                             |                                                                             |                                                                             |                                                                             |                                                                             |                                                                             |                                                                             |                                                                             |                                                                             |